# زلنوگورسک، کراسنویارسک
شهر زلنوگورسک، کراسنویارسک (به روسی: Зеленогорск) در کشور روسیه و در کرای کراسنویارسک واقع شده‌است.